# Joseph Zoundeiko
General Joseph Zoundeiko (ou Zindeko) (falecido em 11 de fevereiro de 2017) foi o líder da ala militar da aliança das milícias rebeldes centro-africanas, Séléka.
Nascido em Tiringoulou, Vakaga, trabalhou como guarda e rastreador, protegendo parques na fronteira noroeste do país de caçadores furtivos dos vizinhos Chade e Sudão do Sul. Ele ingressou nas Forças Armadas Centro-Africanas em 1997 e foi promovido a tenente. Em 2006, ingressou no grupo rebelde União das Forças Democráticas para a Reunificação (UFDR). O presidente Michel Djotodia posteriormente o promoveu a major, depois coronel e general de brigada.
Foi nomeado em 9 de maio de 2014 por um congresso da Séléka que reuniu mais de 500 oficiais em N'Délé. Ele rejeitou o acordo de cessar-fogo acordado entre a Séléka e as milícias anti-balaka, majoritariamente cristãs, em 24 de julho de 2014, afirmando que o acordo foi negociado sem a devida contribuição da ala militar. Após a dissolução da Séléka, tornou-se chefe da Frente Popular para o Renascimento da República Centro-Africana (FPRC) e muitas vezes lutou com os fulanis e a milícia rival da antiga Séléka, a União para a Paz na República Centro-Africana (UPC), liderada pelo general Ali Darassa. A FPRC informou em 12 de fevereiro de 2017 que Zoundeiko foi morto quando um helicóptero da ONU disparou contra combatentes que avançavam em direção à cidade de Bambari no dia anterior.